# Браганса-Паулиста
Браганса-Паулиста (порт. Bragança Paulista) — муниципалитет в Бразилии, входит в штат Сан-Паулу. Составная часть мезорегиона Макрорегион агломерации Сан-Паулу. Входит в экономико-статистический микрорегион Браганса-Паулиста. Население составляет 168 668 человек на 2019 год. Занимает площадь 513,589 км². Плотность населения — 328,4 чел./км².

## История
Город основан 24 октября 1856 года.

## Статистика
- Валовой внутренний продукт на 2005 составляет 1 623 918 реалов (данные: Бразильский институт географии и статистики).
- Валовой внутренний продукт на душу населения на 2005 составляет 11 534 реалов (данные: Бразильский институт географии и статистики).
- Индекс развития человеческого потенциала на 2000 составляет 0,820 (данные: Программа развития ООН).

## География
Климат местности: горный тропический. В соответствии с классификацией Кёппена, климат относится к категории Cwb.